# Experience (песня)
«Experience» (с англ. — «Случившееся») — песня, записанная американской певицей Дайаной Росс для её пятнадцатого студийного альбома Eaten Alive. Авторами песни выступили братья Гиббы — Барри, Морис, Робин и Энди, Барри также стал продюсером записи вместе с Элби Галютеном и Карлом Ричардсоном.

## Выпуск
Песня была выпущена в качестве третьего сингла с альбома 4 апреля 1986 года в Европе, Австралии и Новой Зеландии из-за популярности на этих территориях прошлого сингла «Chain Reaction». Песня не стала крупным успехом, в Великобритании она добралась до 47-й строчки и провела в чарте только три недели. В нидерландском чарте Single Top 100 её ждал аналогичный забег, но уже до 45-й строчки; в Nederlandse Top 40 сингл не попал, ограничившись третьим местом в надчарте Tipparade, но там он задержался на целых восемь недель. Выше всех песня взлетела в Ирландии, попав в топ-20 хит-парада. В США релиз не состоялся по причине неудач прошлых синглов и альбома в целом.

## Музыкальное видео
Для продвижения песни было снято музыкальное видео, его постановкой занималась сама Росс, а таких режиссёров как Марсело Эпштейн и Кенни Ортега привлекла в качестве консультантов. Продюсером выступил Крис Матюр из Pendulum Productions. Видеоклип был выпущен в мае 1986 года.

## Список композиций
7"-сингл
A «Experience» — 4:54
B «Oh Teacher» — 3:37
12"-сингл
A «Experience» (Special Dance Remix) — 5:45
B1 «Experience» (Instrumental) — 4:50
B2 «Experience» (Single Version) — 4:07
12"-сингл
A «Experience» (Special Dance Remix) — 5:45
B1 «Experience» (Instrumental) — 4:50
B2 «Oh Teacher» — 3:37

## Чарты
| Чарт (1986)                     | Высшая позиция |
| ------------------------------- | -------------- |
| Австралия (Kent Music Report)   | 64             |
| Великобритания (OCC UK Singles) | 47             |
| Ирландия (IRMA)                 | 14             |
| Нидерланды (Dutch Tipparade)    | 3              |
| Нидерланды (Single Top 100)     | 45             |